# Берковица
Берковица (Берковац) град је у Републици Бугарској, у крајње северозападном делу земље, седиште истоимене општине Берковица у оквиру Монтанске области.
Град Берковица се налази близу границе са Србијом.

## Географија
Положај: Берковица се налази у северозападном делу Бугарске, близу границе са Србијом — 15 km западно. Од престонице Софије град је удаљен 100 km северно, а од обласног средишта, (Монтане град је удаљен 25 km јужно.
Рељеф: Област Берковице се налази на северним падинама Старе Планине. Град се сместио у омањој котлини, на око 370 метара надморске висине.
Клима: Клима у Берковици је континентална.
Воде: Кроз град протиче истоимена Берковска река. У области Берковице има више мањих потока.

## Историја
Област Берковице је првобитно било насељено Трачанима, а после њих овом облашћу владају стари Рим и Византија. Јужни Словени ово подручеје насељавају у 7. веку. Од 9. века до 1373. године област је била у саставу средњовековне Бугарске.
Крајем 14. века област Берковице је пала под власт Османлија, који владају облашћу 5 векова. Године 1870. Берковица је каза (срез) у Видинском санџаку.
Јусуф-ага из Берковице је поражен током Првог српског устанка, од војводе Добрњца на Џимвиџибари.
Берковчани су у лето 1833. године тражили допуштење од српског кнеза Милоша да им допусти да и они сами дигну устанак. Било је то у време када су Срби ослобађали Тимочку крајину. Берковчани су намеравали да се ослободе од турске власти и попут Тимочана и Крајинаца прикључе Србији. Буне су дизали 1836, 1837. и 1841. године.
1878. године град је постао део савремене бугарске државе. Насеље постоје убрзо средиште окупљања за села у околини, са више јавних установа и трговиштем.

## Становништво
По проценама из 2007. године Берковица је имала око 14.500 становника. Огромна већина градског становништва су етнички Бугари. Остатак су махом Роми. Последњих деценија град губи становништво због удаљености од главних токова развоја у земљи.
Претежна вероисповест месног становништва је православна.

## Галерија
- Здање општине и суда
- Градски часовник
- Улаз у Цркву св. Рождества
- Железничка станица у Берковици
- Градска библиотека

## Градови побратими
- Зајечар, Србија
- Димитровград, Србија
- Дзержинск, Русија